# Neospintharus trigonum
Neospintharus trigonum là một loài nhện trong họ Theridiidae.
Loài này thuộc chi Neospintharus. Neospintharus trigonum được Nicholas Marcellus Hentz miêu tả năm 1850.